# Hebenstretia sarcocarpa
Hebenstretia sarcocarpa är en flenörtsväxtart som beskrevs av Harry Bolus och Robert Allen Rolfe. Hebenstretia sarcocarpa ingår i släktet gatörter, och familjen flenörtsväxter. Inga underarter finns listade i Catalogue of Life.